# Armaghan
Armaghan (armeniska: Արմաղան) är ett berg i Armenien. Det ligger i provinsen Gegharkunik, i den centrala delen av landet, 60 kilometer öster om huvudstaden Jerevan. Toppen på Armaghan är 2 844 meter över havet, eller 475 meter över den omgivande terrängen. Bredden vid basen är 6,3 km.
Terrängen runt Armaghan är huvudsakligen kuperad. Närmaste större samhälle är Verin Getasjen, 7,5 kilometer norr om Armaghan. 
Trakten runt Armaghan består i huvudsak av gräsmarker. Runt Armaghan är det ganska tätbefolkat, med 72 invånare per kvadratkilometer.